# Coptocephala cyanocephala
Coptocephala cyanocephala là một loài bọ cánh cứng trong họ Chrysomelidae. Loài này được Lacordaire miêu tả khoa học năm 1848.